# Mjälga

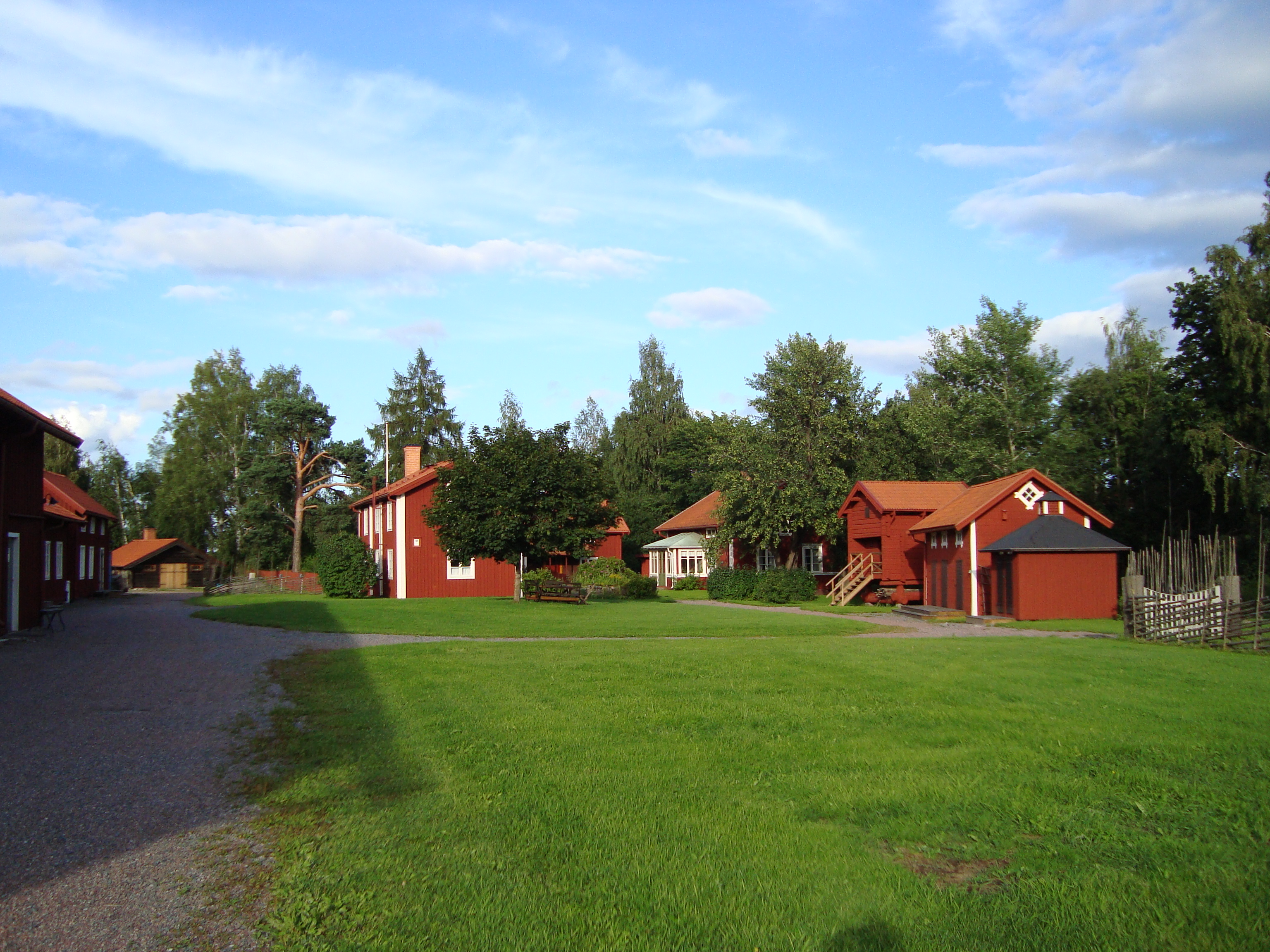
Matjes Emils gård, Mjälga

Mjälga är en stadsdel i Borlänge, ungefär 1,5 kilometer sydost om centrum.
Det finns drygt 200 hushåll i Mjälga, som är ett villaområde.
Angränsande stadsdelar är Gylletäppan och Årby.
Olle Stålberg har skrivit boken Så minns jag mitt Mjälga.
Det finns även en skola som heter Mjälgaskolan, men den ligger nära centrum i stadsdelen Östermalm.